# Rhoicinus wallsi
Espèce
Rhoicinus wallsi est une espèce d'araignées aranéomorphes de la famille des Trechaleidae.

## Distribution
Cette espèce est endémique de la province d'El Oro en Équateur,.

## Description
La femelle holotype mesure 7,83 mm, sa carapace mesure 3,15 mm de long sur 2,34 mm de large.

## Étymologie
Cette espèce est nommée en l'honneur de Robin Walls.

## Publication originale
- Exline, 1950 : Spiders of the Rhoicininae (Pisauridae) from western Peru and Ecuador. American Museum Novitates, no 1470, p. 1-13 (texte intégral).